# Лоренцана
Лоренцана (итал. Lorenzana) је насеље у Италији у округу Пиза, региону Тоскана.
Према процени из 2011. у насељу је живело 329 становника. Насеље се налази на надморској висини од 117 м.

## Становништво
Према резултатима пописа становништва 2011. у општини је живело 1.201 становника.
| 1936. | 1951. | 1961. | 1971. | 1981. | 1991. | 2001. | 2011. |
| ----- | ----- | ----- | ----- | ----- | ----- | ----- | ----- |
| 1.722 | 1.556 | 1.279 | 934   | 938   | 1.030 | 1.144 | 1.201 |